# 中原 (横浜市)
中原（なかはら、英: Nakahara）は横浜市磯子区の町名。現行行政地名は中原一丁目から中原四丁目。住居表示実施済み区域。

## 地理
磯子区中部の海沿いに位置する。南北を走る京急本線の東側北部が一丁目、南部が二丁目、同線路西側北部が三丁目、南部が四丁目となっている。
一・二丁目の東側を国道16号・磯子産業道路・JR根岸線が並行する。国道16号は以前の根岸湾の海岸線を走る道路であり、これより東側は1959年から1964年にかけて造成された埋立地である。国道沿いにはファミリーレストランなどのロードサイド型店舗、新杉田駅近くには新杉田ボウルなどがある。IHIの造船所に近く、塗料会社の営業所もみられる。

## 歴史
かつての久良岐郡森公田村・森雑色村から分村してできた森中原村であり、1889年（明治22年）に磯子・岡村・滝頭・森・杉田の各村と合併、屏風浦村大字中原となる。以前は根岸湾に面し、海水浴場も開設されていたが、1959年から1964年にかけて埋立が行われ、海側に新中原町と新杉田町が設けられた。地名は、森三村（森公田・森中原・森雑色）の中心の平坦な土地であることから名づけられた。

### 沿革
- 1939年（昭和14年）4月1日 - 横浜市に編入され、横浜市中原町となった[6]。
- 1939年（昭和14年）10月1日 - 区制施行に伴い横浜市磯子区中原町となった[7]。
- 1971年（昭和46年）7月5日 - 住居表示の実施（磯子区森・中原地区）[8]に伴い、森町、中原町、田中町、栗木町、新杉田町、杉田町の各一部から中原一丁目、中原一丁目、中原三丁目、中原四丁目が設けられた[9]。
- 1978年（昭和53年）7月17日 - 住居表示の実施（磯子区杉田第一次地区）[10]に伴い、中原町を杉田二丁目、中原四丁目に編入し、中原町は廃止された[11]。

### 町名の変遷
| 実施後     | 実施年月日               | 実施前（各町名ともその一部）             |
| ---------- | ------------------------ | ---------------------------------------- |
| 中原一丁目 | 1971年（昭和46年）7月5日 | 森町、中原町、新杉田町（各一部）         |
| 中原二丁目 | 1971年（昭和46年）7月5日 | 中原町、杉田町（各一部）                 |
| 中原三丁目 | 1971年（昭和46年）7月5日 | 森町、中原町、田中町、栗木町（各一部）   |
| 中原四丁目 | 1971年（昭和46年）7月5日 | 中原町、杉田町、田中町、栗木町（各一部） |

## 世帯数と人口
2025年（令和7年）6月30日現在（横浜市発表）の世帯数と人口は以下の通りである。
| 丁目       | 世帯数    | 人口    |
| ---------- | --------- | ------- |
| 中原一丁目 | 1,265世帯 | 1,902人 |
| 中原二丁目 | 1,366世帯 | 2,350人 |
| 中原三丁目 | 1,084世帯 | 2,156人 |
| 中原四丁目 | 1,294世帯 | 2,479人 |
| 計         | 5,009世帯 | 8,887人 |

### 人口の変遷
国勢調査による人口の推移。
| 年                 | 人口  |
| ------------------ | ----- |
| 1995年（平成7年）  | 8,129 |
| 2000年（平成12年） | 8,132 |
| 2005年（平成17年） | 8,111 |
| 2010年（平成22年） | 8,324 |
| 2015年（平成27年） | 8,415 |
| 2020年（令和2年）  | 8,906 |

### 世帯数の変遷
国勢調査による世帯数の推移。
| 年                 | 世帯数 |
| ------------------ | ------ |
| 1995年（平成7年）  | 3,554  |
| 2000年（平成12年） | 3,652  |
| 2005年（平成17年） | 3,786  |
| 2010年（平成22年） | 4,097  |
| 2015年（平成27年） | 4,277  |
| 2020年（令和2年）  | 4,773  |

## 学区
市立小・中学校に通う場合、学区は以下の通りとなる（2024年11月時点）。
| 丁目       | 番地            | 小学校               | 中学校           |
| ---------- | --------------- | -------------------- | ---------------- |
| 中原一丁目 | 全域            | 横浜市立屏風浦小学校 | 横浜市立森中学校 |
| 中原二丁目 | 1〜2番 8〜14番  | 横浜市立屏風浦小学校 | 横浜市立森中学校 |
| 中原二丁目 | 3〜7番 15〜24番 | 横浜市立杉田小学校   | 横浜市立浜中学校 |
| 中原三丁目 | 全域            | 横浜市立屏風浦小学校 | 横浜市立森中学校 |
| 中原四丁目 | 全域            | 横浜市立杉田小学校   | 横浜市立浜中学校 |

## 事業所
2021年（令和3年）現在の経済センサス調査による事業所数と従業員数は以下の通りである。
| 丁目       | 事業所数  | 従業員数 |
| ---------- | --------- | -------- |
| 中原一丁目 | 84事業所  | 1,102人  |
| 中原二丁目 | 72事業所  | 628人    |
| 中原三丁目 | 30事業所  | 182人    |
| 中原四丁目 | 27事業所  | 173人    |
| 計         | 213事業所 | 2,085人  |

### 事業者数の変遷
経済センサスによる事業所数の推移。
| 年                 | 事業者数 |
| ------------------ | -------- |
| 2016年（平成28年） | 225      |
| 2021年（令和3年）  | 213      |

### 従業員数の変遷
経済センサスによる従業員数の推移。
| 年                 | 従業員数 |
| ------------------ | -------- |
| 2016年（平成28年） | 2,328    |
| 2021年（令和3年）  | 2,085    |

## 交通
南北に京急本線とJR根岸線が通るが、町内に駅はない。南部は京急杉田駅とJR新杉田駅に近く、北端近くは京急屏風浦駅が最寄りとなる。国道16号には中原と境橋の2つの停留所があり、横浜駅〜杉田、磯子駅〜追浜の京浜急行バスが利用できるほか、磯子駅と峰の郷を結ぶバスが二丁目の国道から離れた地区を経由する。

## 施設
- 横浜中原郵便局

## その他

### 日本郵便
- 郵便番号 : 235-0036[3]（集配局：磯子郵便局[21]）

### 警察
町内の警察の管轄区域は以下の通りである。
| 丁目       | 番・番地等 | 警察署     | 交番・駐在所 |
| ---------- | ---------- | ---------- | ------------ |
| 中原一丁目 | 全域       | 磯子警察署 | 磯子駅前交番 |
| 中原二丁目 | 全域       | 磯子警察署 | 杉田交番     |
| 中原三丁目 | 全域       | 磯子警察署 | 森交番       |
| 中原四丁目 | 全域       | 磯子警察署 | 杉田交番     |

## 参考資料
- 『県別マップル 神奈川県広域・詳細道路地図』2006年4刷 昭文社 ISBN 9784398626998